# Kurt Müller (Politiker, 1858)
Kurt Müller (* 4. April 1858 in Tanna; † nach 1912) war ein deutscher Kaufmann und Politiker.

## Leben
Müller war der Sohn des Kaufmanns Heinrich Gottlieb Eduard Müller und dessen Ehefrau Emilie Amalie Wilhelmine geborene Eckner. Müller, der evangelisch-lutherischer Konfession war, heiratete am 2. Oktober 1883 in Tanna (standesamtlich) und Schilbach (kirchlich) Lina Müller (* 30. Dezember 1858 in Tanna), die Tochter Gastwirts Heinrich David Müller in Tanna.
Müller war Kaufmann in Tanna.
Vom 29. Januar 1911 bis zum 27. November 1913 war er Mitglied im Landtag Reuß jüngerer Linie.